# Temperatuursensor
Een temperatuursensor, -voeler of -opnemer is een (apparaat- of machine-)onderdeel waarin de fysische grootheid temperatuur wordt omgezet in een uit te lezen elektrisch signaal.
Temperatuursensoren worden toegepast op plaatsen en in apparaten waar temperatuur gemeten moet worden, om vervolgens deze temperatuur te kunnen controleren of eventueel te regelen. Veelvoorkomende toepassingen zijn:
- verwarmingstoestellen voor het verwarmen van woningen en van tapwater
- voedselbewaring en -bereiding, koel- en vrieskasten, oven- en grillapparatuur.
- medische apparatuur voor het opkweken van te onderzoeken ziekteverwekkers of weefsels.
- procesindustrie
- klimaatinstallaties, ventilatie en airconditioning

Toegespitst op hun specifieke taak en plaats van montage hebben temperatuursensoren de volgende verschijnings- of constructievarianten;
- Dompelsensoren, deze bieden door hun directe temperatuurmeting in een te meten medium (water, olie, gas, lucht etc.), een snelle responsietijd en nauwkeurigheid.
- Kabelsensoren, een meetelement ingekapseld in meestal een metalen huls aan het einde van een kabel
- Aanlegsensoren, door een indirecte, afgeleide temperatuurmeting aan de buitenzijde van een applicatie, goedkoper en makkelijker te monteren dan een dompelsensoren.
- Clip-on pijp-temperatuursensoren bieden een indirecte temperatuurmeting van een medium (water) en door de montage aan de buitenzijde van een pijp een enorm kosten-voordeel ten opzichte van dompelsensoren door de zeer eenvoudige montage en service-vriendelijkheid.